# 1000 Doses of Love
1000 Doses of Love è il secondo album in studio del gruppo veneto One Dimensional Man, pubblicato nel 2000.

## Tracce
1. 1000 Doses Of Love – 2:19
2. Tom – 3:10
3. My Ship – 2:34
4. Drink The Poison – 2:57
5. You And Me – 2:47
6. Annalisa! – 3:25
7. Louis – 4:03
8. Little Baby – 3:52
9. America – 11:37

Alla fine di America, dopo alcuni minuti di silenzio, c'è una traccia bonus/nascosta.

## Formazione
- Pierpaolo Capovilla - voce, basso
- Giulio Ragno Favero - chitarra
- Dario Perissutti - batteria